# Näkkälävaara
Näkkälävaara (finska) eller Neahčilvárri (nordsamiska) är en kulle i Finland. Den ligger i Enontekis kommun och landskapet Lappland, i den norra delen av landet, 900 km norr om huvudstaden Helsingfors. Toppen på Näkkälävaara är 400 meter över havet.
Neahčilvárri ligger vid Neahčiljávris västra strand. Strax nordost om Neahčilvárri, vid stranden av sjön, ligger byn Neahčil (Näkkälä). En snöskoterrutt från Ounasjärvi vid Heahttá leder över Neahčilvárri och vidare till Palojärvi.
Terrängen runt Näkkälävaara är huvudsakligen platt, men åt nordost är den kuperad.  Trakten runt Näkkälävaara är nära nog obefolkad, med mindre än två invånare per kvadratkilometer. Omgivningarna runt Näkkälävaara är i huvudsak ett öppet busklandskap.